# Poglavnikov tjelesni zdrug
Poglavnikov tjelesni zdrug je bio elitna ustaška postrojba za vrijeme postojanja NDH. Iako je formalno bio u sastavu Ustaške vojnice djelovao je neovisno o vrhovnom zapovjedništvu Ustaške vojnice i stvarno bio neovisna zasebna jedinica. Zapovjednik joj je bio general Ante Moškov.

## Povijest

### Razdoblje bojne (PTB)
Postrojba koja će postati poznata kao Poglavnikova tjelesna bojna (PTB) bila je jedna od prvih ustaških jedinica nastalih u Zagrebu u NDH. Prvotno je bila sastavljena od ustaša povratnika iz Italije te joj je naziv bio Bojnica Glavnog Ustaškog Stana. Kako su mnogi njeni pripadnici otišli na druge zadatke, morala je biti popunjavana dobrovoljcima. Prvih nekoliko mjeseci u bojni je vladala neorganiziranost zbog čega je smjenjen dotadašnji zapovjednik Jerolim Katić i za zapovjednika je postavljen ustaški satnik Ante Moškov. Služba u PTB-u smatrala se velikom čašću.

### Razdoblje zdruga (PTS)
U svibnju 1942. bojna je ukinuta i formiran Poglavnikov tjelesni sdrug (zdrug). Do ljeta 1942. tada već pukovnik Moškov je stekao veliki utjecaj kod Pavelića i uspio je potpuno izuzeti PTS od zapovjedanja Glavnog stožera Ustaške vojnice, čime PTS postaje neovisna i samostalna postrojba.
9. rujna 1943., nakon kapitulacije Italije, u sklopu operacije Osovina, dio PTS-a zarobio je i razoružao jednu bojnu talijanske vojske u Jastrebarskom.
U kolovozu 1943. PTS imao je sljedeći sastav:
- Stožer PTS-a
- Stožerna satnija PTS-a
- Sigurnosna služba
- Počasna satnija
- 1. pješačka pukovnija PTS-a
- Stražarski sklop PTS-a
- Novački sklop PTS- a
- Brzi sklop PTS-a
- Oklopljeni satnija PTS-a
- Konjanički sklop PTS-a
- Topnički sklop PTS-a
- Samovozni sklop PTS-a
- Protuoklopna samovozna bitnica PTS-a
- Protuzračna samovozna bitnica PTS-a
- Doknadni odjel PTS-a
- Radna satnija PTS-a
- Simfonijski orkestar PTS-a
- Vojna bolnica PTS-a

U prvoj polovici 1943. jačina PTS-a iznosila je 10.000 ljudi. Potkraj 1943. od jedne bojne PTS-a i još nekih ustaških postrojbi počela se ustrojavati 1. pukovnija PTS-a kojoj je za zapovjednika postavljen domobranski pukovnik Gredelj. Krajem 1944. počela se ustrojavati i druga pukovnija čime PTS prerasta u diviziju. 

### Divizija
Ujedinjenjem Ustaške vojnice i Domobranstva u Hrvatske oružane snage PTS prerasta u PTS diviziju tj. 1. tjelesnu diviziju kojoj je zapovjednik bio general Mirko Gregorić.

## Vanjske poveznice
- Poglavnikov tjelesni sdrug na Axis History Factbook